# اوکوبو تادازانه
اوکوبو تادازانه (به ژاپنی: 大久保 忠真 Ōkubo Tadazane); ۱۵ ژانویهٔ ۱۷۸۲ – ۲۳ آوریل ۱۸۳۷) روجو، مشاور ارشد اهل ژاپن بود. هفتمین دایمیو از قلمرو اوداوارا در ولایت ساگامی (استان کاناگاوای امروزی) در اواسط دوره ادو در ژاپن بود. لقب افتخاری او کاگا نو کامی بود.